# 厦门市第二医院
厦门市第二医院是位於中華人民共和國福建省廈門市的一家综合性三级甲等医院,同时是厦门医学院的附属医院。

## 历史
前身为救世醫院，1958年和民国20年10月民办侨助之厦门鼓浪屿医院（1953年由厦门市人民政府接办，改称厦门市第三医院）合并成为鼓浪屿医院，院部设在鼓浪屿福建路60号（现廈門大學附屬第一醫院鼓浪嶼醫院），分院（肺科）设于鼓新路72号。文化大革命期间被改名为“反帝医院”（1966年），1970年3月迁往龙岩市定名为人民解放军福建军区生产建设兵团一师医院，原址组建鼓浪屿区人民医院和厦门市医院第三病区。1971年鼓浪屿区人民医院和厦门市医院第三病区合并为厦门市第二医院。文革后原有职工陆续回迁。1998年与厦门海沧医院合并，2003年11月与集美医院合并并迁往集美。2006年5月终止鼓浪屿院区交廈門大學附屬第一醫院管理。2007年成为三级乙等医院，2013年6月海沧分院独立建制。2015年认定为三级甲等医院，2017年成为厦门医学院直属附属医院并更名厦门医学院附属第二医院。